# Frank Teufel

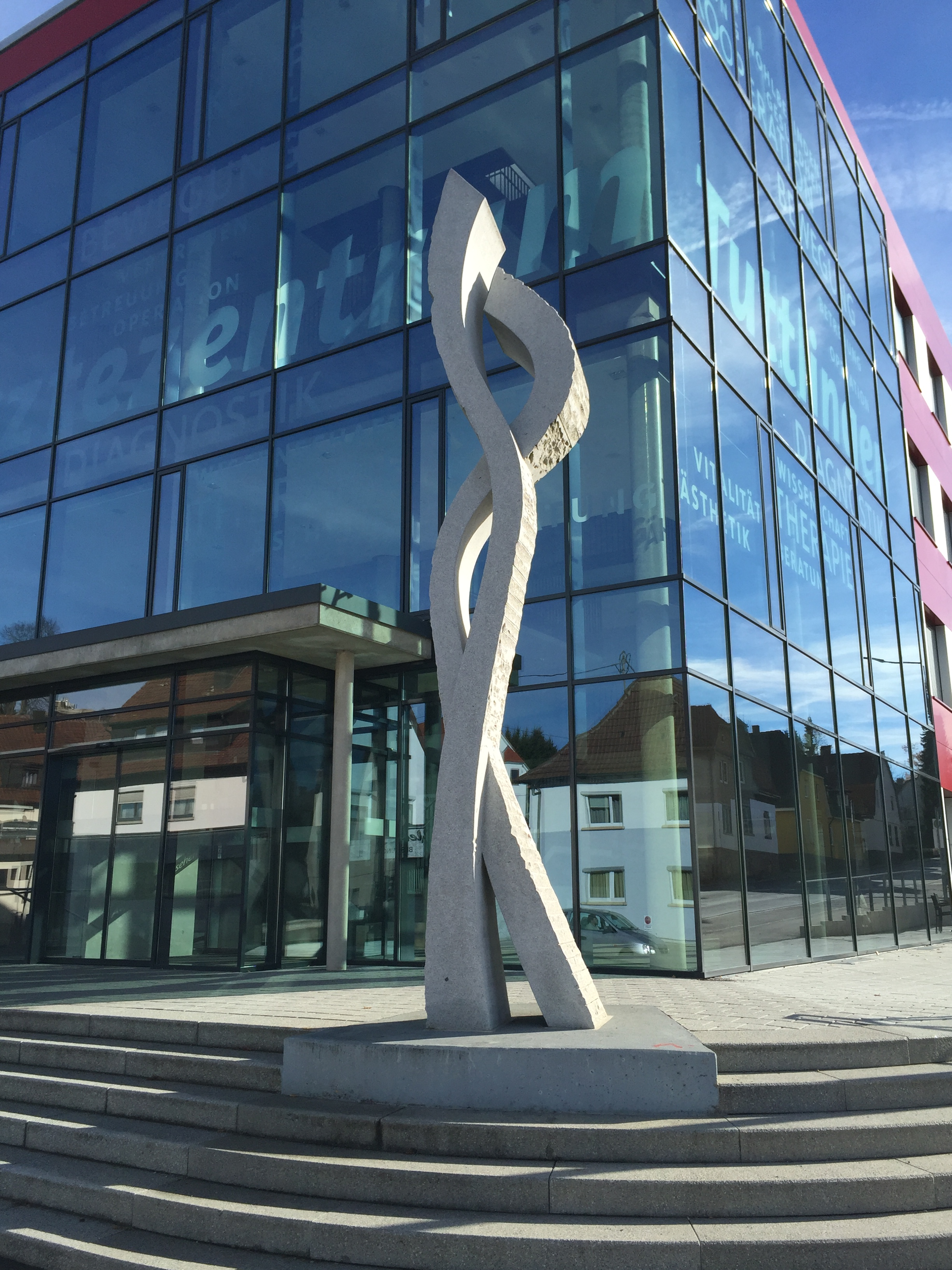
Skulptur Granit (2012) von Frank Teufel vor dem Ärztezentrum in Tuttlingen

Frank Teufel (* 1966 in Tuttlingen) ist ein zeitgenössischer deutscher Bildhauer.

## Leben und Werk
Teufel absolvierte von 1984 bis 1987 eine Lehre zum Steinbildhauer. 1993 schloss er die Meisterschule für Steinmetze und Steinbildhauer in Mainz mit dem Meistertitel ab. Von 1996 bis 1999 absolvierte er sein Studium an der Akademie für Gestaltung in Ulm.
Teufel arbeitet vornehmlich mit Stein. Klar auf Linien reduzierte Arbeiten spiegeln seine ihm eigene Formensprache wider. Der Entstehungsprozess seiner Skulpturen beginnt mit linearen Zeichnungen. In diesen Linien nehmen seine Ideen die erste Gestalt an, und die Umsetzung ins Dreidimensionale wird bereits perspektivisch „erspürbar“. Seine klar abstrahierten Raumlinien setzen sich mit dem Thema „Beziehung“ und „Bewegung“ auseinander. Sie bestehen oft aus zwei Elementen, die aufeinander zu- oder auch voneinander wegströmen. Im Stein gehen sie eine unlösbare spannungsgeladene Verbindung ein. In ihrer Allansichtigkeit eröffnen die Skulpturen verschiedenste Perspektiven und überraschende Raumwirkungen.  Die Spuren des Arbeitsprozesses lässt Teufel zum Teil bestehen. Um dem Betrachter seine eigene Interpretation zu ermöglichen, verzichtet Teufel auf die Vergabe konkreter Titel.

„Gekonnt werden in Teufels Arbeiten organische und geometrische Formen mit dem Ziel der Harmonisierung aufeinander bezogen: Geometrische Härte zu lösen und die organische Anarchie zu bändigen schafft die Vision einer energetischen Mitte, eines Schwebezustandes voller Leichtigkeit und Optimismus. Mit diesem Schwebe- oder Spannungszustand macht sich Teufel unabhängig von Kriterien wie Dynamik oder Statik.“

Teufel ist seit 2008 Mitglied im Bund freischaffender Bildhauer*innen Baden-Württemberg.

## Einzelausstellungen (Auswahl)
- 2011: Volumen in Farbe und Raum, Galerie Rother, Wiesbaden
- 2011: Frank Teufel – Skulpturen, Galerie Claudine Hohl, Zürich
- 2012: Farbe und Form, Galerie im Bahnhof Sipplingen
- 2013: Frank Teufel Skulpturen, Galerie an der Pinakothek der Moderne, München
- 2013: Frank Teufel – Gegenüberstellung, Galerie Rigassi, Bern
- 2014: Frank Teufel – Preisträger Skulpturen im Park 2013, Kommunale Galerie Mörfelden-Walldorf
- 2014: Frank Teufel – Die große Werkschau, Klettgau Galerie, Klettgau
- 2015: Frank Teufel – Bilder und Skulpturen, Galerie Wendelinskapelle Marbach a.N.
- 2015: Frank Teufel – Lineare Reduktion, Galerie Wesner, Konstanz
- 2016: Frank Teufel Skulptur, Galerie an der Pinakothek der Moderne, München
- 2016: Frank Teufel – Raumlinien, Landratsamt Tuttlingen
- 2017: Frank Teufel – Säge-Werke, Galerie Carla Reul, Bonn
- 2017: Frank Teufel – Säge-Werke, Orangerie Draenert, Immenstaad[4]
- 2018: Frank Teufel – Beziehung – Bewegung – Balance, Stadtkirche Tuttlingen
- 2018: Frank Teufel – Lineares – Skulpturen und Druckgrafik, Galerie Schumacher, Überlingen
- 2019: Dan Pyle & Frank Teufel, art gallery Wiesbaden
- 2019: Frank Teufel – Die Leichtigkeit des Seins, MAC Museum Art & Cars, Singen[5]
- 2020: Dan Pyle & Frank Teufel: Zeichnung – Skulptur, BEGE Galerien, Ulm
- 2021: Frank Teufel, Galerie an der Pinakothek der Moderne, München[6]
- 2022: Todd Williamson & Frank Teufel – Abstract Nature of Color and Sculpture, BEGE Galerien, Ulm
- 2022: Todd Williamson & Frank Teufel, Museum Villa Seiz, Schwäbisch Gmünd[7]
- 2022: Todd Williamson & Frank Teufel, Queens Kunstgalerie Zürich
- 2022: Frank Teufel & Todd Williamson – The Power of Passion, Kunstforum Schloss Hohenstein, Coburg[8]
- 2023: Frank Teufel & Todd Williamson – The Power of Passion, Queens Kunstgalerie, Emmendingen[9]
- 2023: Frank Teufel & Todd Williamson – Licht | Farbe | Form, Stadtgalerie im Stadtmuseum Deggendorf[10]
- 2023: Frank Teufel – Steinskulpturen, Galerie Dr. Markus Döbele, Dettelbach-Effeldorf
- 2024: Frank Teufel – Versteinerte Linien, Villa Bosch, Radolfzell[11]

## Auszeichnungen
- 2013 1. Preis Skulpturen im Park 2013, Stadt Mörfelden-Walldorf[12]
- 2022 1. Preis ARTIS 2022, Landkreis Günzburg[13]

## Skulpturen und Gestaltungen im öffentlichen Raum (Auswahl)
- Ärztezentrum Tuttlingen
- Kreissparkasse Ludwigsburg, Marbach am Neckar
- Pilgerweg und Brunnen, Wallfahrtskirche Aggenhausen
- Schlossplatz Kirchheim unter Teck
- Lahrensmühle Leonberg
- Sparkasse Hochrhein, Waldshut-Tiengen
- Firma Hilzinger Thum Tuttlingen
- TuWass Tuttlingen
- TU Darmstadt, Kantplatz

## Bilder (Auswahl)

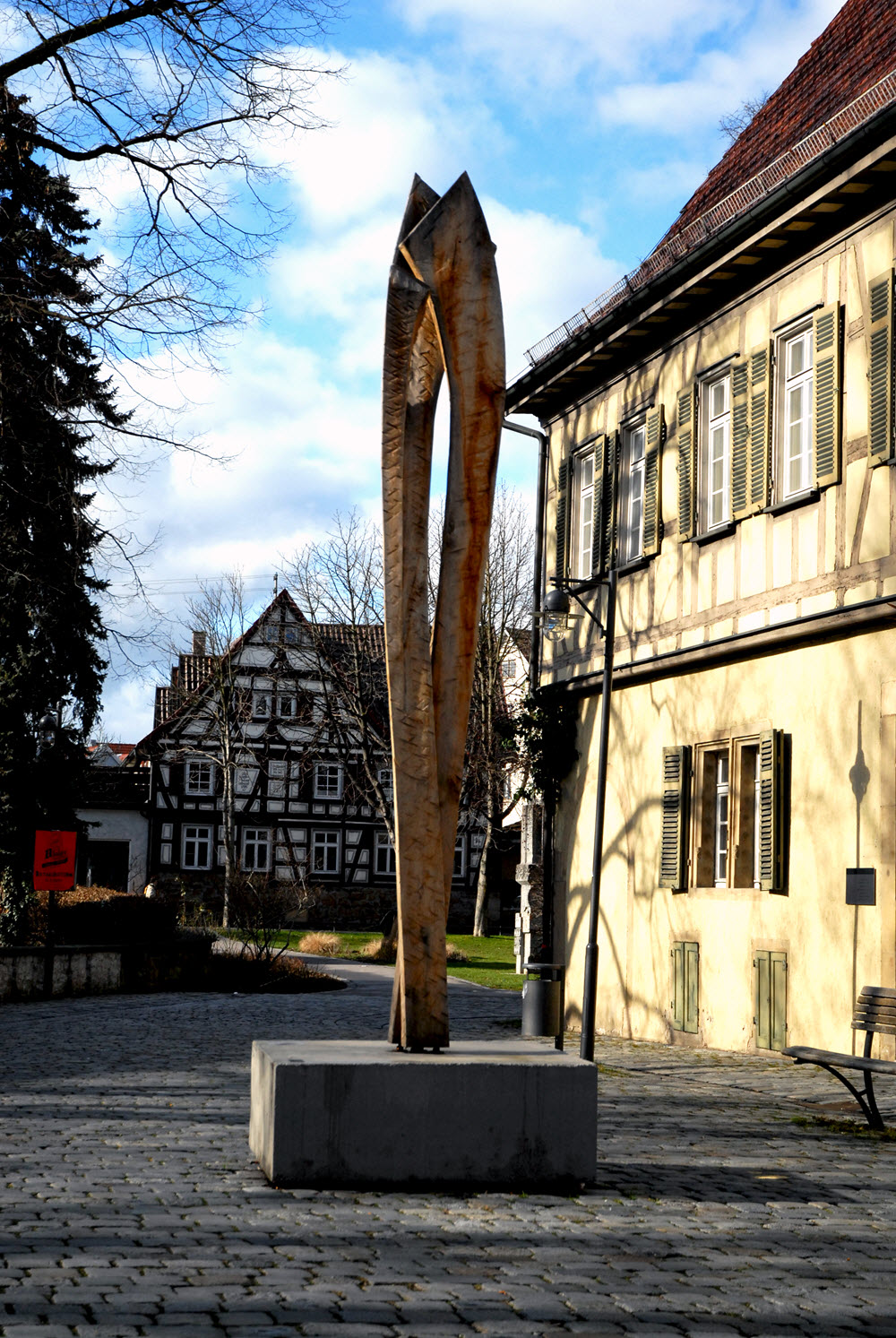
Skulptur Begegnung (Material Eiche, 2005) auf dem Schlossplatz in Kirchheim unter Teck
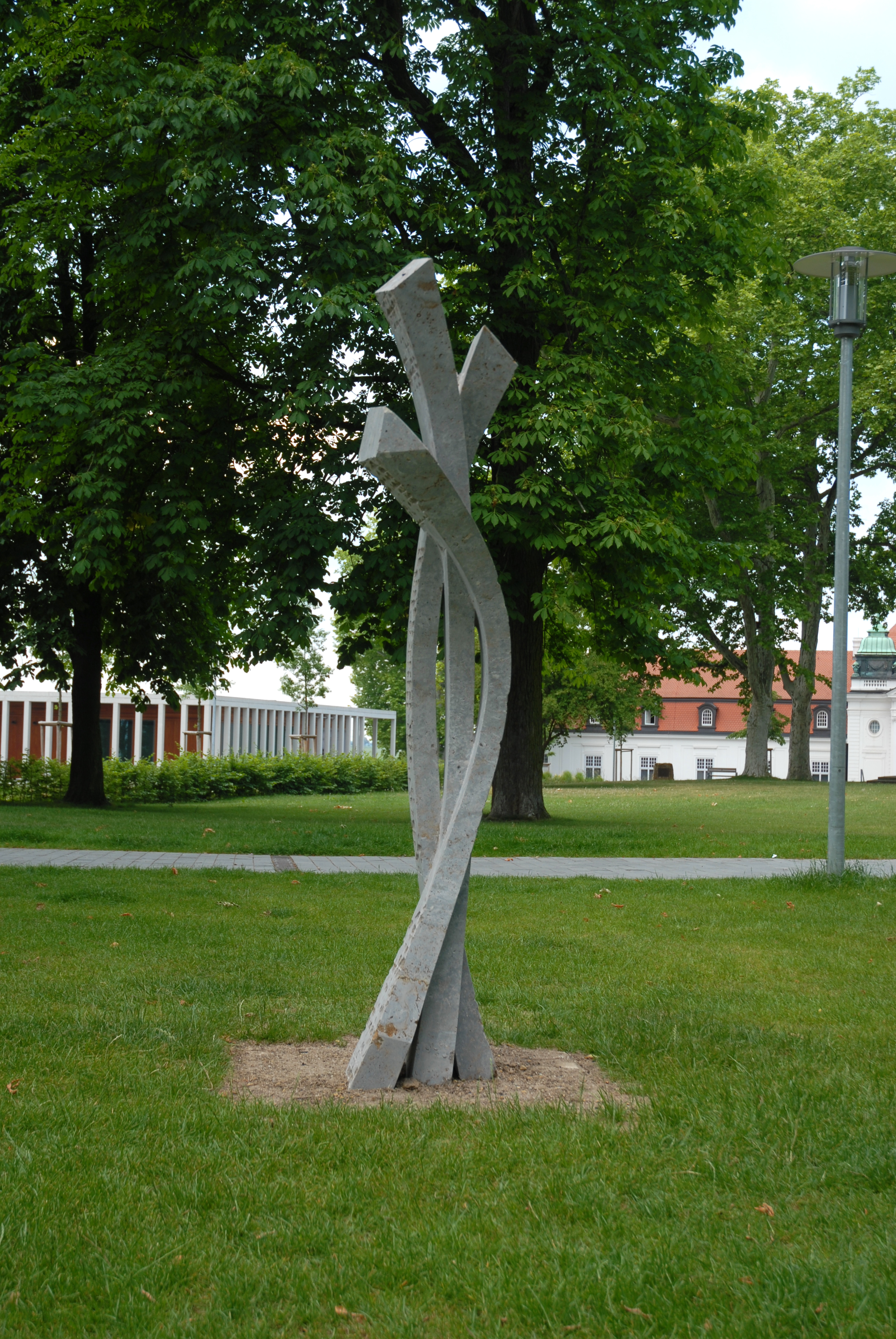
Skulptur (Material Muschelkalk, 2011)
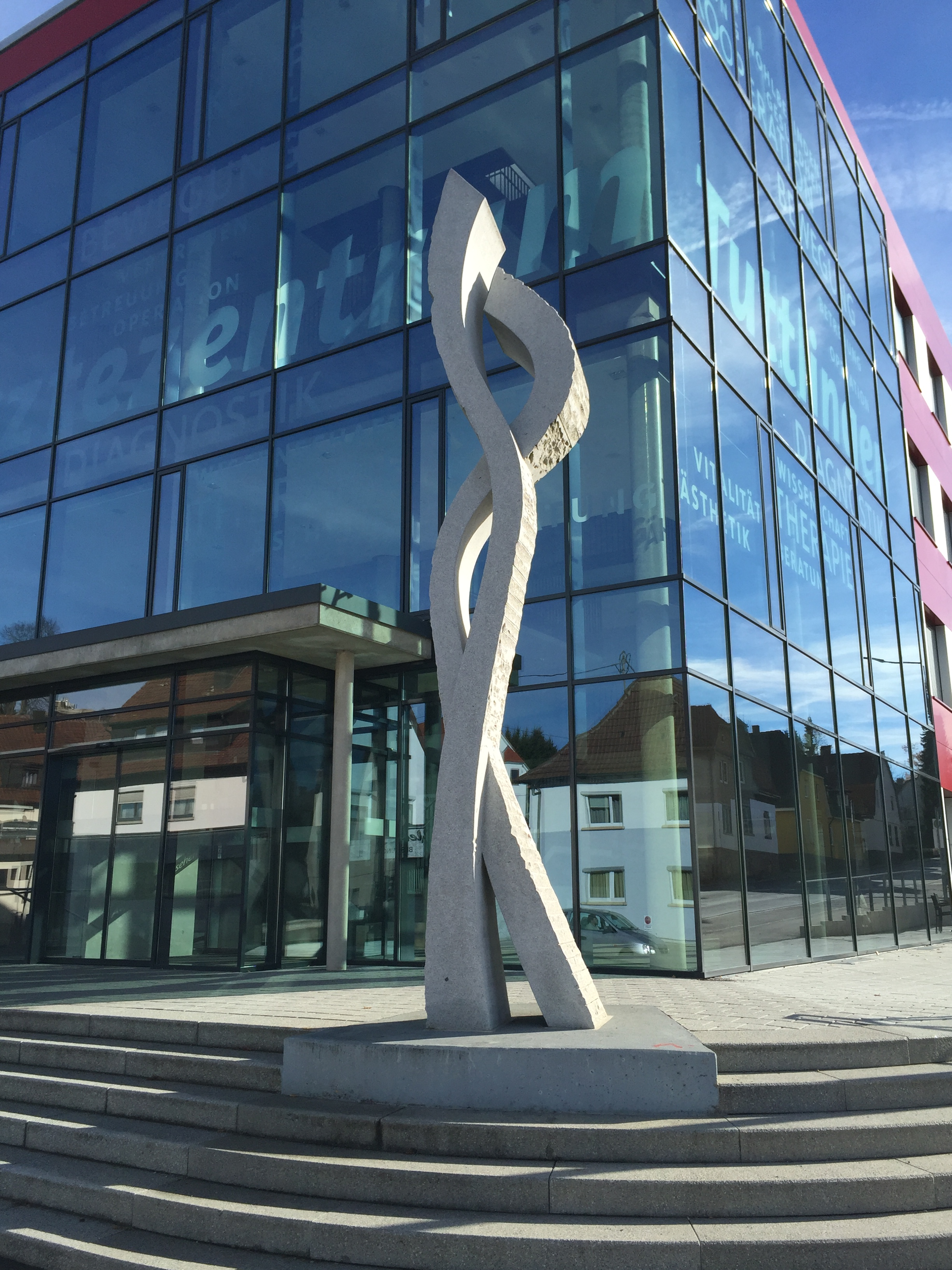
Skulptur (Material Granit, 2012) vor dem Ärztezentrum in Tuttlingen
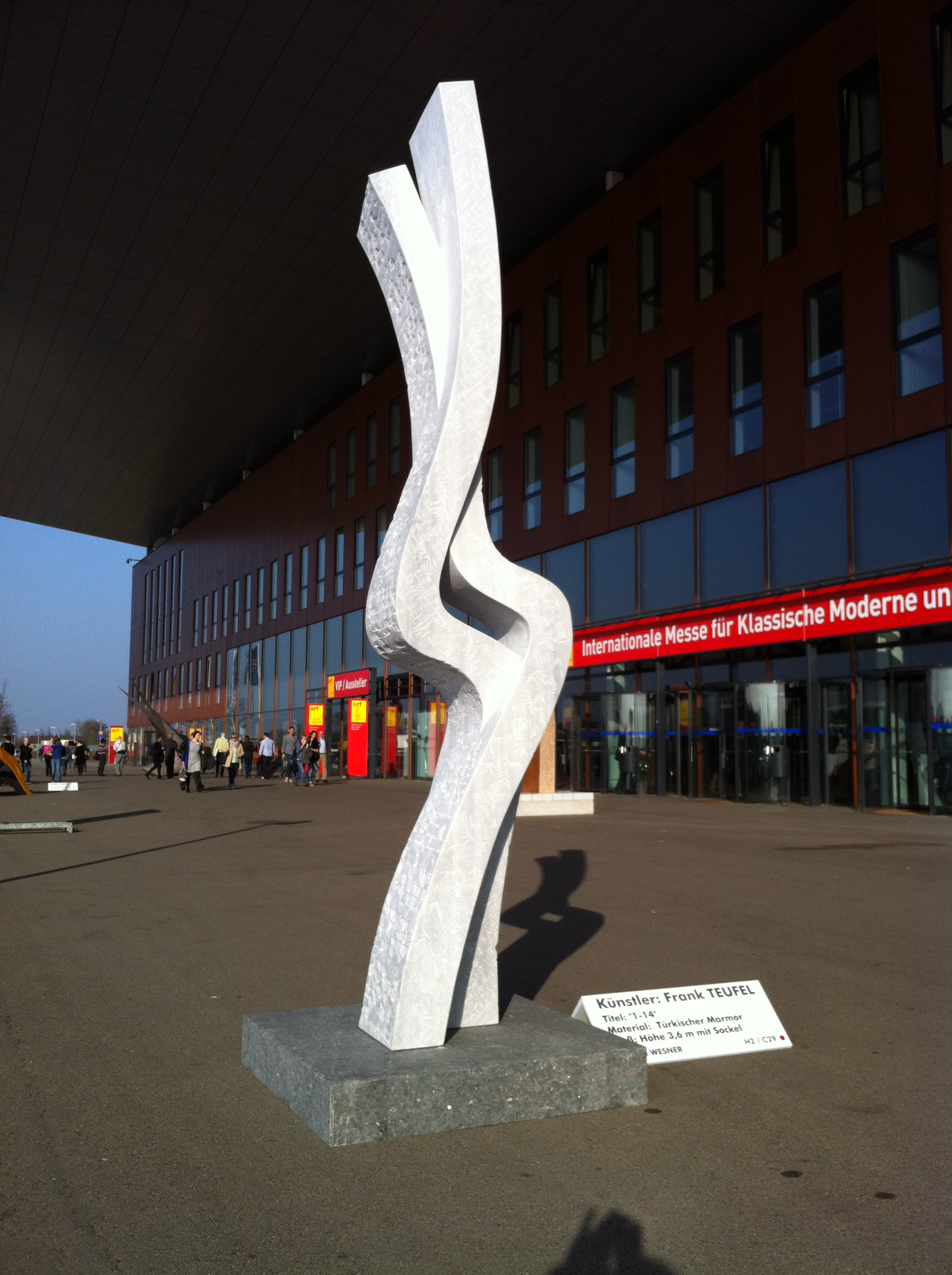
Skulptur (Material türkischer Marmor, 2014)